# Xiphidiopsis kinabaluana
Xiphidiopsis kinabaluana is een rechtvleugelig insect uit de familie sabelsprinkhanen (Tettigoniidae). De wetenschappelijke naam van deze soort is voor het eerst geldig gepubliceerd in 1971 door Bey-Bienko.